# Voisey's Brook Park
Voisey's Brook Park is een park en recreatiedomein van 42 ha in de Canadese provincie Newfoundland en Labrador. Het bevindt zich in de gemeente Portugal Cove-St. Philip's in het zuidoosten van het eiland Newfoundland.

## Beschrijving
Het oostelijke gedeelte van het park bestaat voornamelijk uit bosgebied dat doorkruist wordt door 5 km aan goed onderhouden wandelpaden. Het westelijke gedeelte, dat ook bekend staat als het Voisey's Brook Recreation Complex, telt verschillende sport- en recreatiefaciliteiten. Het betreft een voetbalveld, softbalveld, basketbalveld, skatepark, speeltuin en een hondenlosloopgebied.

## Ligging
Het park ligt in het noordoosten van Portugal Cove-St. Philip's, een gemeente die deel uitmaakt van de Metropoolregio St. John's. Het ligt aan de oostrand van het dorp Portugal Cove, net ten noordoosten van de Millers Pond. Het stadscentrum van de provinciehoofdstad St. John's ligt op een rijafstand van ongeveer een kwartier. Het dankt zijn naam aan de gelijknamige beek die het park doorkruist.